# Őriszentpéter
Őriszentpéter (zgodovinsko slovensko Šentpeter) je mesto na Madžarskem, ki upravno spada v Kermendinsko okrožje Železne županije.